# Zombola Péter
Zombola Péter (Budapest, 1983. március 2. –) Erkel Ferenc-díjas magyar zeneszerző.

## Életpályája
Zeneszerzői tanulmányait a Bartók Béla Zeneművészeti Szakközépiskolában végezte Kocsár Miklós és Csemiczky Miklós növendékeként, majd a Liszt Ferenc Zeneművészeti Egyetem zeneszerzés szakán Jeney Zoltán és Orbán György tanítványa volt. 2006-ban kapta meg kitüntetéses zeneszerző diplomáját, egy évvel később pedig ugyancsak kitüntetéssel a zeneelmélet tanári oklevelet. 2006 és 2009 között a Zeneakadémia Doktoriskolájának doktorandusz hallgatója, doktori fokozatát 2010-ben szerezte meg. 
Számos művét mutatták be a legrangosabb magyar és nemzetközi fesztiválokon, kortárszenei és kortárs művészeti kurzusok állandó résztvevője, filmzenéket ír magyar és külföldi filmekhez, emellett színházi zenét, reklámzenét és egyéb alkalmazott zenéket is komponál. 2003 nyarán II. zeneszerzői díjat nyert a Semmeringi Nemzetközi Nyári Akadémián, 2004-ben ugyancsak II. díjat a Zeneakadémia zeneszerző versenyén, a 2004 őszén megrendezett Vántus István Zeneszerzőversenyen II. díjjal jutalmazták. 
Három ízben is megkapta az Oktatási és Kulturális Minisztérium Kodály Zoltán Alkotóművészeti Ösztöndíját, 2009-ben az UMZF zeneszerző versenyének III. díját és két különdíját, 2011-ben pedig a Vántus István Zeneszerzőverseny I. díját nyerte el. 2012-ben Junior Prima díjjal tüntették ki. 2013-ban Requiem c. oratóriumáért megkapta az ARTISJUS Magyar Szerzői Jogvédő Iroda Egyesület Év Zeneműve díját. 2015-ben Erkel Ferenc-díjjal tüntették ki.
2004-2013 között a Színház- és Filmművészeti Egyetem Készségfejlesztő tanszékének tanára, 2012-2017 között a Magyar Rádió Zenei Együtteseinek művészeti vezetője.
2009-től az Eszterházy Károly Katolikus Egyetem Zenei Intézetének egyetemi adjunktusa, 2018-tól a Debreceni Egyetem Zeneművészeti Karának oktatója.
2020-ban Bartók-Pásztory-díjban részesült. 

## Bemutatók
- Korunk Zenéje
- Budapesti Tavaszi Fesztivál
- Budapesti Őszi Fesztivál
- Mini Fesztivál
- Ostrava Days 2005 New Music Festival
- Gaudeamus Music Week, Amszterdam, 2006

## Díjai, elismerései
- 1999: Robitsek Péter Emlékdíj
- 1999: Kodály Zoltán, VI. Országos Szolfézsverseny első helyezés
- 2001: Robitsek Péter Emlékdíj
- 2001: Bartók Béla Ifjúsági Zeneszerzőversenyen második helyezés
- 2003: Semmeringi Nemzetközi Nyári Akadémia zeneszerzői II. díj
- 2004: Zeneakadémia zeneszerző versenyén II. díj
- 2004: Vántus István Zeneszerzőversenyen megosztott II. díj
- 2007–2008: Oktatási és Kulturális Minisztérium Kodály Zoltán Alkotóművészeti Ösztöndíj
- 2009: Az Új Magyar Zenei Fórum zeneszerzőverseny, Nagyzenekari művek kategória III. díj
- 2009: József Attila Művészeti Centrum Radnóti díja
- 2011: I. díj, Vántus István Zeneszerzőverseny, Szeged
- 2012: Junior Prima díj
- 2013: Év zeneműve – Requiem[1] (Artisjus Magyar Szerzői Jogvédő Iroda)
- 2015: Erkel Ferenc-díj[2]
- 2017: Magyar Tudományos Akadémia MAB díja
- 2020: Bartók–Pásztory-díj